# Henryk Hadasik

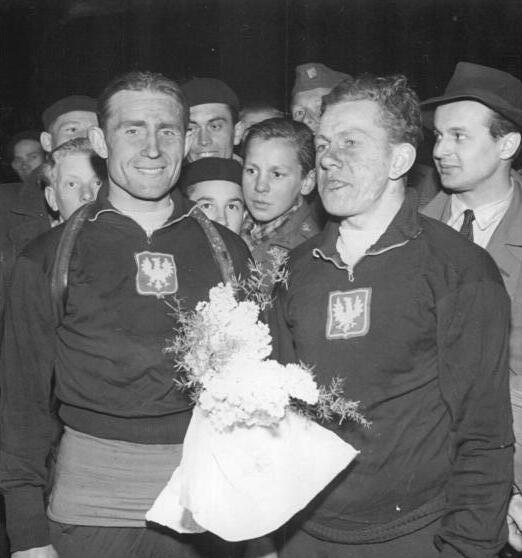
Wacław Wójcik und Henryk Hadasik (rechts)

Henryk Hadasik (* 9. Februar 1929 in Chorzów; † 1. Juni 2002) war ein polnischer Radrennfahrer.

## Sportliche Laufbahn
Hadasik war im Straßenradsport und im Querfeldeinrennen (heutige Bezeichnung Cyclocross) aktiv. 1950 siegte er in der nationalen Meisterschaft im Querfeldeinrennen. 1953 gewann er den Titel erneut. In der Polen-Rundfahrt 1953 holte Hadasik vier Etappensiege. 1954 beendete er das Etappenrennen auf dem 4. Platz, 1953 wurde er 8. 1951 siegte er im Etappenrennen Warschau–Lublin. 1956 wurde er hinter Stanisław Królak Vize-Meister im Straßenrennen.
Hadasik bestritt die Internationale Friedensfahrt viermal. 1951 wurde er 11., 1952 23. und 1954 36. der Gesamtwertung. 1953 war er ausgeschieden.
Im Amateurrennen der Straßenradsport-Weltmeisterschaften 1955 wurde er 48.